# Premio del National Board of Review 1944
Los 16° Premios del National Board of Review fueron anunciados en 1944.

## 10 mejores películas
- None But the Lonely Heart (Un desolado corazón / Un corazón en peligro)
- Going My Way (El buen pastor / Siguiendo mi camino)
- The Miracle of Morgan's Creek (El asombro del siglo / El milagro de Morgan Creek)
- Hail the Conquering Hero (Laureles ajenos / Salve, héroe victorioso)
- The Song of Bernadette (Bernadette / La canción de Bernadette)
- Wilson
- Meet Me in St. Louis (La rueda de la fortuna / Cita en St. Louis)
- Thirty Seconds over Tokyo (Treinta segundos sobre Tokio)
- Thunder Rock
- Lifeboat (Náufragos)

## Mejores documentales
- Battle for the Marianas
- The Battle for New Britain
- Memphis Belle (Bajo cielos enemigos)
- Attack!
- Tunisian Victory (Victoria en Túnez)
- With the Marines at Tarawa

## Ganadores
Mejor película
- None But the Lonely Heart (Un desolado corazón / Un corazón en peligro)